# Almeidas (província)

Localização da província no departamento de Cundinamarca.

Almeidas é uma província do departamento de Cundinamarca, Colômbia.

## Municípios
A província é dividida em 7 municípios:
1. Chocontá
2. Machetá
3. Manta
4. Sesquilé
5. Suesca
6. Tibiritá
7. Villapinzón